# Tacuary Football Club
O Tacuary Football Club é um clube de futebol paraguaio com sede em Assunção, fundado em 10 de dezembro de 1923.

## Títulos

### Nacionais
- Campeonato Paraguaio – Segunda Divisão: 1 (2002)
- Campeonato Paraguaio – Terceira Divisão: 4 (1953, 1961, 1983 e 1989)

### Outros Nacionais
- Liga Pré-Sulamericana: 1 (2006)

### Honras
- Premios Guaraní: 1 (2009)
- Copa Fair Play: 1 (2010)

## Participações em competições continentais oficiais
- Copa Libertadores da América: 2005 e 2007
- Copa Sul-Americana: 2007 e 2023